# Trichodillidium pubescens
Trichodillidium pubescens är en kräftdjursart som först beskrevs av Hans Strouhal 1956.  Trichodillidium pubescens ingår i släktet Trichodillidium och familjen klotgråsuggor. Inga underarter finns listade i Catalogue of Life.